# Holochlora maxima
Holochlora maxima är en insektsart som beskrevs av Morgan Hebard 1922. Holochlora maxima ingår i släktet Holochlora och familjen vårtbitare. Inga underarter finns listade i Catalogue of Life.